# Minkowskie
Minkowskie (deutsch Minkowsky, 1937–1945 Seydlitzruh) ist eine Ortschaft in Niederschlesien. Der Ort liegt in der Gmina Namysłów im Powiat Namysłowski in der Woiwodschaft Oppeln in Polen.

## Geographie

### Geographische Lage
Das Straßendorf Minkowskie liegt 18 Kilometer südwestlich der Gemeinde- und Kreisstadt Namysłów (Namslau) sowie 54 Kilometer nordwestlich der Woiwodschaftshauptstadt Opole (Oppeln). Der Ort liegt in der Nizina Śląska (Schlesische Tiefebene) innerhalb der Równina Oleśnicka (Oelser Ebene). Der Ort liegt am Minkowski Potok (Minkowsker Wasser). Der Ort ist umgeben von weitläufigen Waldgebieten.

### Nachbarorte
Nachbarorte von Minkowskie sind im Nordwesten Ligota Książęca (Fürsten-Ellguth) und im Südosten Raciszów (Neu Sorge).

## Geschichte

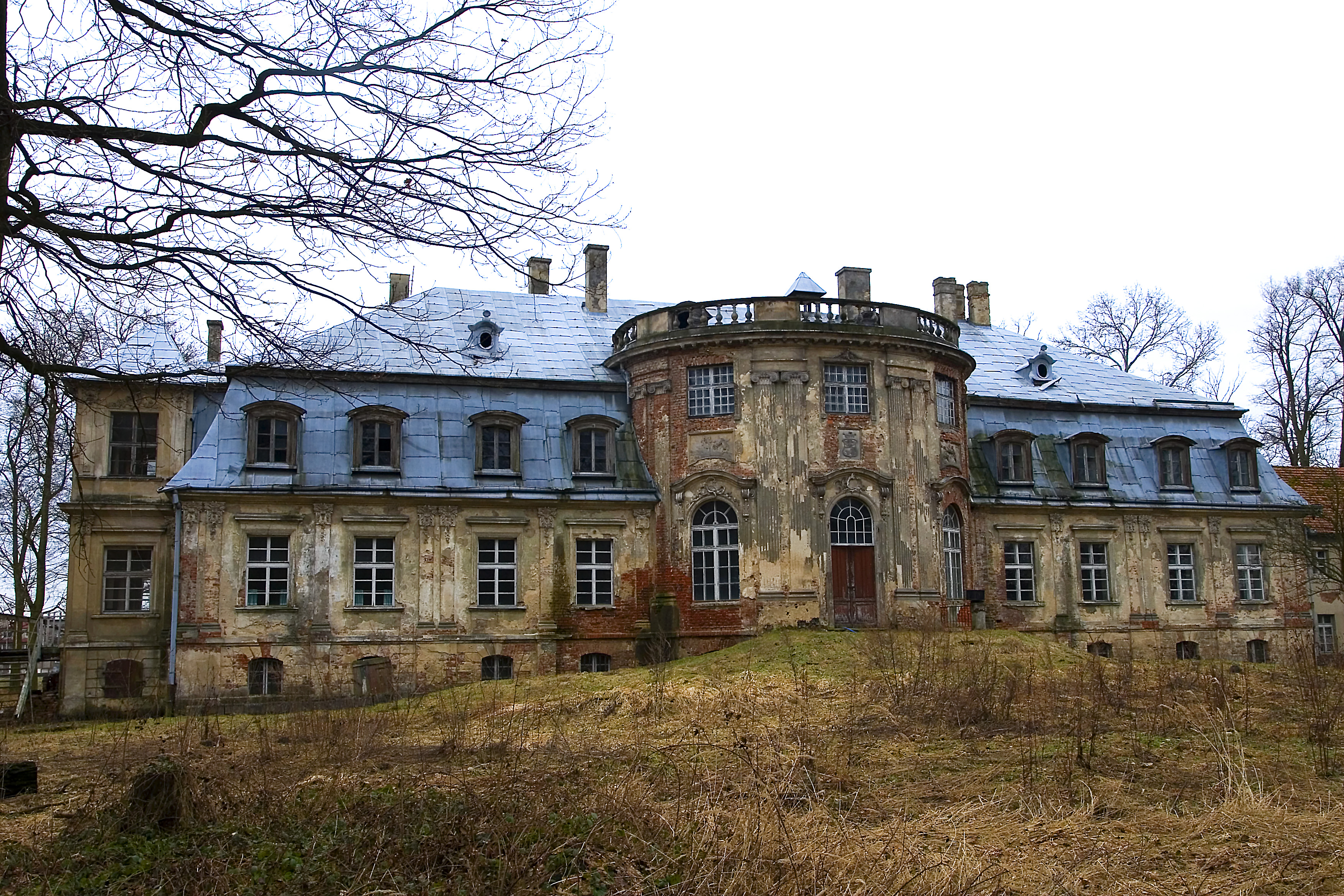
Schloss Minkowsky

In dem Werk  Liber fundationis episcopatus Vratislaviensis aus den Jahren 1295–1305 wird der Ort erstmals als Mikoffzka erwähnt. 1329 wurde der Ort als Mykophsski sowie 1353 als Mikoschki villa erwähnt.
Nach dem Ersten Schlesischen Krieg 1742 fiel Minkowsky mit dem größten Teil Schlesiens an Preußen.
Nach der Neuorganisation der Provinz Schlesien gehörte die Landgemeinde Minkowsky ab 1816 zum Landkreis Namslau im Regierungsbezirk Breslau. 1845 bestanden im Dorf ein Schloss, drei Vorwerke, eine evangelische Schule, eine Wassermühle, eine Ziegelei und 88 Häuser. Im gleichen Jahr lebten in Minkowsky 598 Menschen, davon 59 katholisch. 1874 wurde der Amtsbezirk Minkowsky  gegründet, welcher die Landgemeinde Minkowsky und den Gutsbezirk Minkowsky umfasste. Erster Amtsvorsteher war der Wirtschaftsinspektor Schöbel in Minkowsky.
1933 zählte Minkowsky 531 Einwohner. Am 3. Februar 1937 wurde der Ortsname in Seydlitzruh geändert. 1939 zählte Seydlitzruh 547 Einwohner. Bis 1945 gehörte der Ort zum Landkreis Namslau.
1945 kam der bisher deutsche Ort unter polnische Verwaltung, wurde in Minkowskie umbenannt und der Woiwodschaft Schlesien angeschlossen. 1950 wurde Minkowskie der Woiwodschaft Oppeln zugeteilt. 1999 wurde es Teil des wiedergegründeten Powiat Namysłowski.

## Sehenswürdigkeiten

### Schloss Minkowsky
Das Schloss Minkowsky (poln. Pałac w Łączanach) entstand nach 1765 im Auftrag des preußischen General Friedrich Wilhelm von Seydlitz nach Vorbild des Schlosses Sanssouci im Stil des preußischen Spätbarocks. Das Gebäude steht heute leer. Der Schlossbau steht seit 1950 unter Denkmalschutz.

### Weitere Sehenswürdigkeiten
- Die römisch-katholische Josefskirche (poln. Kościół św. Józefa Robotnika) wurde 1873 errichtet.[6]
- Schlosspark
- Alter Friedhof mit erhaltenen Denkmälern aus deutscher Zeit

## Persönlichkeiten
- Friedrich Wilhelm von Seydlitz (1721–1773), preußischer Generalleutnant, Erbauer des Schlosses Minkowsky, wurde in Minkowsky begraben (Grabmal nicht mehr erhalten)